# Batad
Batad é um município de  quarta classe de renda municipal (d) na província Iloilo, nas Filipinas. De acordo com o censo de 1 de maio  de  2020 possui uma população de 22 157 pessoas e 5 818 domicílios.